# بلم مفغر
بلم مفغر (الاسم العلمي: Engraulis ringens) (بالإنجليزية: Anchoveta)‏ هو نوع من الأسماك يتبع جنس البلم من الفصيلة البلمية.